# Лаврова, Мария Кирилловна
Мария Кирилловна Лаврова (род. 14 октября 1965, Ленинград) — советская и российская актриса. Заслуженная артистка Российской Федерации (2003). Лауреат Государственной премии Российской Федерации (2000).

## Биография
Родилась 14 октября 1965 года в Ленинграде.
В 1987 году окончила Ленинградский государственный институт театра, музыки и кинематографии (курс А. И. Кацмана).
В 1987—1992 годах играла в Ленинградском ТЮЗе.
С 1993 года — актриса Большого драматического театра (БДТ).
Профессор кафедры театрального искусства РГПУ им. А. И. Герцена.

## Семья
Дочь актёра Кирилла Лаврова и актрисы Валентины Николаевой, внучка актёра Юрия Лаврова.
Замужем за Владимиром Семеновым, дочь Ольга Семёнова (род. 1990), в 2011—2021 годах актриса Санкт-Петербургского ТЮЗа, с 2021 года в труппе БДТ.

## Признание и награды
- 2001 — Государственная премия Российской Федерации в области литературы и искусства 2000 года (6 июня 2001 года) — за спектакль Российского государственного академического Большого драматического театра имени Г.А.Товстоногова «Аркадия» по пьесе Т.Стоппарда[1].
- 2003 — Заслуженная артистка Российской Федерации (19 мая 2003 года) — за заслуги в области искусства[2]
- 2009 — Медаль Пушкина (5 февраля 2009 года) — за большой вклад в развитие отечественного театрального искусства и многолетнюю плодотворную деятельность[3]
- 2017 — театральная премия «Золотой Софит» — специальный приз за роль Маши в спектакле «Три сестры».
- 2019 — Благодарность Законодательного Собрания Санкт-Петербурга (27 февраля 2019 года) — за выдающиеся личные заслуги в области культуры и искусства в Санкт-Петербурге, успешную творческую деятельность и высокий профессионализм, а также в связи со 100-летием со дня создания Федерального государственного бюджетного учреждения культуры «Российский государственный академический Большой драматический театр имени Г.А.Товстоногова»[4].
- 2019 — Орден Дружбы (29 апреля 2019 года) — за большой вклад в развитие отечественной культуры и искусства, многолетнюю плодотворную деятельность[5].

## Роли в театре
- «Калека с острова Инишмаан» (М. МакДонах) — Эйлин
- «Материнское сердце» — Анна
- «Три сестры» А. Чехова — Маша
- «Гроза» А. Островского — Феклуша
- «Дядюшкин сон» Достоевского — Настасья Петровна Зяблова
- «Вишнёвый сад» А.П. Чехова — Аня
- «Последние» М. Горького — Вера
- «Мещанин во дворянстве» Мольера — наложница
- «Антигона» Ж. Ануя — Антигона
- «Сонная ночь» Думбадзе — Лия

## Фильмография

#### Актёрские работы
| Год  |     | Название                            | Роль                                                                |
| ---- | --- | ----------------------------------- | ------------------------------------------------------------------- |
| 1984 | ф   | Три процента риска                  | Маша                                                                |
| 1986 | ф   | Красная стрела                      | Маша                                                                |
| 1988 | с   | Хлеб — имя существительное          | Настя                                                               |
| 2005 | тсп | Перед заходом солнца                | Беттина Клаузен                                                     |
| 2002 | ф   | Русский ковчег                      | эпизод                                                              |
| 2005 | с   | Улицы разбитых фонарей-7            | Вера Николаевна Антонова                                            |
| 2006 | с   | Жизнь и смерть Лёньки Пантелеева    | Ирина Кирилловна, секретарь                                         |
| 2007 | ф   | Агитбригада «Бей врага!»            | немка                                                               |
| 2007 | тсп | Двенадцатая ночь, или Как пожелаете | Виола                                                               |
| 2007 | с   | Попытка к бегству                   | Люда, эксперт                                                       |
| 2009 | с   | Ещё не вечер                        | Анна Сергеевна Лопарева, следователь                                |
| 2009 | с   | Катерина-2. Возвращение любви       | социальный работник                                                 |
| 2011 | тсп | Дядюшкин сон                        | Зяблова Настасья Петровна                                           |
| 2011 | с   | Литейный (5-й сезон)                | Людмила                                                             |
| 2011 | с   | Ментовские войны-6                  | Галина Руслановна Бобкова, и.о.начальника отдела уголовного розыска |
| 2011 | с   | Судьба по имени «Фарманъ»           | Анна Андреевна, мать Андре                                          |
| 2012 | с   | Наружное наблюдение                 | Ольга Михайловна, сотрудница оружейной мастерской                   |
| 2012 | с   | Перцы                               | Елена Игоревна, мать Ани                                            |
| 2012 | с   | Чужой район-2                       | Лидия Алексеевна, мама Логинова                                     |
| 2013 | с   | Улицы разбитых фонарей-13           | Смирнова                                                            |
| 2013 | ф   | Я подарю тебе любовь                | Нина Николаевна Котова, преподаватель                               |
| 2014 | ф   | Душа шпиона                         | эпизод                                                              |
| 2014 | с   | Отмена всех ограничений             | эпизод                                                              |
| 2014 | с   | Шаманка                             | Валентина Коржавина, сестра Сичевского, хозяйка ателье              |
| 2015 | с   | Погоня за прошлым                   | Лариса, жена Рогачева                                               |
| 2015 | с   | Тайны следствия-15                  | Ирина Васильевна Зорина                                             |
| 2018 | с   | Женщина в зеркале                   | Ольга Игоревна Максимова, жена Виктора                              |
| 2018 | с   | Один                                | Ирина Александровна Мельник, мать Артёма                            |
| 2020 | с   | Просто представь, что мы знаем      | Матильда                                                            |
| 2021 | с   | Воскресенский                       | Каменская                                                           |
| 2021 | ф   | Небо                                | врач                                                                |
| 2022 | с   | Великолепная пятёрка 5              | Антонина Сергеевна, теща Ветрова                                    |

#### Участие в фильмах
| Год  | Название                                    |
| ---- | ------------------------------------------- |
| 2010 | Кирилл Лавров. Рыцарь петербургского образа |
| 2017 | Тайны кино (документальный)                 |